# Icon (Wetton Downes)
Icon is het eerste album van Wetton Downes uit 2005. Zoals te verwachten klinkt het als een muzikale voortzetting van de supergroep Asia; duidelijk misbaar is de invloed van Steve Howe (ten opzichte van Asia). het album is opgenomen in de Aubitt Studios te Southampton.

## Musici
Er doet een keur van artiesten mee uit de sectie progressieve rockmuziek:
- John Wetton - zang en basgitaar;
- Geoffrey Downes - toetsen;
- Steve Christey - drums;
- John Mitchell - gitaren (voorheen Arena)
- Hugh McDowell - cello (voorheen ELO);
- Ian McDonald - fluit (voorheen King Crimson en Foreigner);
- Annie Haslam - zang track 4 en 11 (voorheen Renaissance).

## Tracks
Alle tracks zijn gecomponeerd door Wetton en Downes behalve waar aangegeven:
1. Overture: Paradox
2. Let me go (Wetton Downes en Richard Palmer-James);
3. God walks with us;
4. I stand alone;
5. Meet me at midnight;
6. Hey Josephine;
7. Far away (Wetton Downes en Dylan Wetton);
8. Please change your mind;
9. Sleep angel;
10. Spread your wings;
11. In the end (Wetton Downes en Richard Palmer-James).